# Drillsnäppor
Drillsnäppor (Actitis) är ett litet släkte med vadare som består av endast två nästan identiska arter, den amerikanska arten fläckdrillsnäppa och den i Europa och Asien förekommande drillsnäppan.

## Utseende och levnadssätt
Arterna är små flyttande vadare, med gråbrun ovansida och vit undersida, som flyger på ett karaktäristisk stelvingat vis tätt över vattenytan. Deras fjäderdräkter är mycket lika så när som på fläckdrillsnäppans distinkta häckningsdräkt. De har korta gula ben och medellång näbb. De är inte flockfåglar och ses sällan i större flockar. 
Drillsnäpporna häckar på marken i närheten av färskvatten. De födosöker på marken eller i vattnet, där de snappar efter föda med hjälp av synen, men de kan ibland också snappa efter insekter i flykten. Deras föda består av insekter, kräftdjur och andra ryggradslösa djur.

## Systematik
Det finns två nu levande arter av drillsnäppa:
- Drillsnäppa (Actitis hypoleucos), i Eurasien
- Fläckdrillsnäppa (Actitis macularia), i Nordamerika

Det fossil från sen pliocen som tidigare beskrivits som Actitis balcanica verkar istället vara en pipare (Charadriidae) med osäker taxonomisk hemvist.
Drillsnäpporna tillhör samma klad som Tringa-snäpporna och simsnäpporna. De är därmed inte lika närbesläktade med Calidris-snäpporna. Vissa taxonomer kategoriserade tidigare denna grupp som tillhörande släktet Tringa. Drillsnäpporna skilde sig troligen från sina närmsta släktingar under sen oligocen, baserat på analyser av skillnader i DNA-sekvens tillsammans med fossila lämningar av arter som man antar tillhör släkten Tringa och Phalaropus från ungefär gränsen mellan oligocen och miocen, cirka 22–23 miljoner år sedan. Utifrån att mångfalden är så mycket större i Eurasien bland de förhistoriska arterna inom denna grupp så antar man att gruppen härstammar därifrån. Kanske utvecklades de på grund av isolering då Turgajsjön torkade ut, vilket skedde vid denna tid.